# Campionats del món de ciclisme en ruta de 1950
Els Campionats del món de ciclisme en ruta de 1950 es disputaren el 19 i 20 d'agost a Moorslede, Bèlgica.

## Resultats
| Proves :                         | Or                      | Or         | Argent                          | Argent   | Bronze                 | Bronze   |
| Professionals                    |                         |            |                                 |          |                        |          |
| Cursa en línia masculina detalls | Briek Schotte · Bèlgica | 7h 49' 54" | Theo Middelkamp · Països Baixos | + 1' 01" | Ferdi Kübler · Suïssa  | + 1' 48" |
| Amateurs                         |                         |            |                                 |          |                        |          |
| Cursa en línia masculina         | Jack Hoobin · Austràlia | 4h 29' 24" | Robert Varnajo · França         | -        | Alfio Ferrari · Itàlia | -        |

## Medaller
| Posició | País          | Or | Plata | Bronze | Total |
| 1       | Austràlia     | 1  | 0     | 0      | 1     |
| 1       | Bèlgica       | 1  | 0     | 0      | 1     |
| 3       | França        | 0  | 1     | 0      | 1     |
| 3       | Països Baixos | 0  | 1     | 0      | 1     |
| 5       | Itàlia        | 0  | 0     | 1      | 1     |
| 5       | Suïssa        | 0  | 0     | 1      | 1     |
| Total   | Total         | 2  | 2     | 2      | 6     |